# Rafael Pombo
Rafael Pombo (Bogotà, 7 novembre 1833 – Bogotà, 5 maggio 1912) è stato un poeta, scrittore, linguista e diplomatico colombiano.
Considerato un nome fondamentale del romanticismo sudamericano, nel 1905, al Teatro de Cristobal Colón, fu incoronato Poeta Nacional de Colombia.
Poco dopo la sua morte, con la legge 87 del 16 novembre 1912, fu nominato Gloria de las letras colombianas.